# ژاک الیان

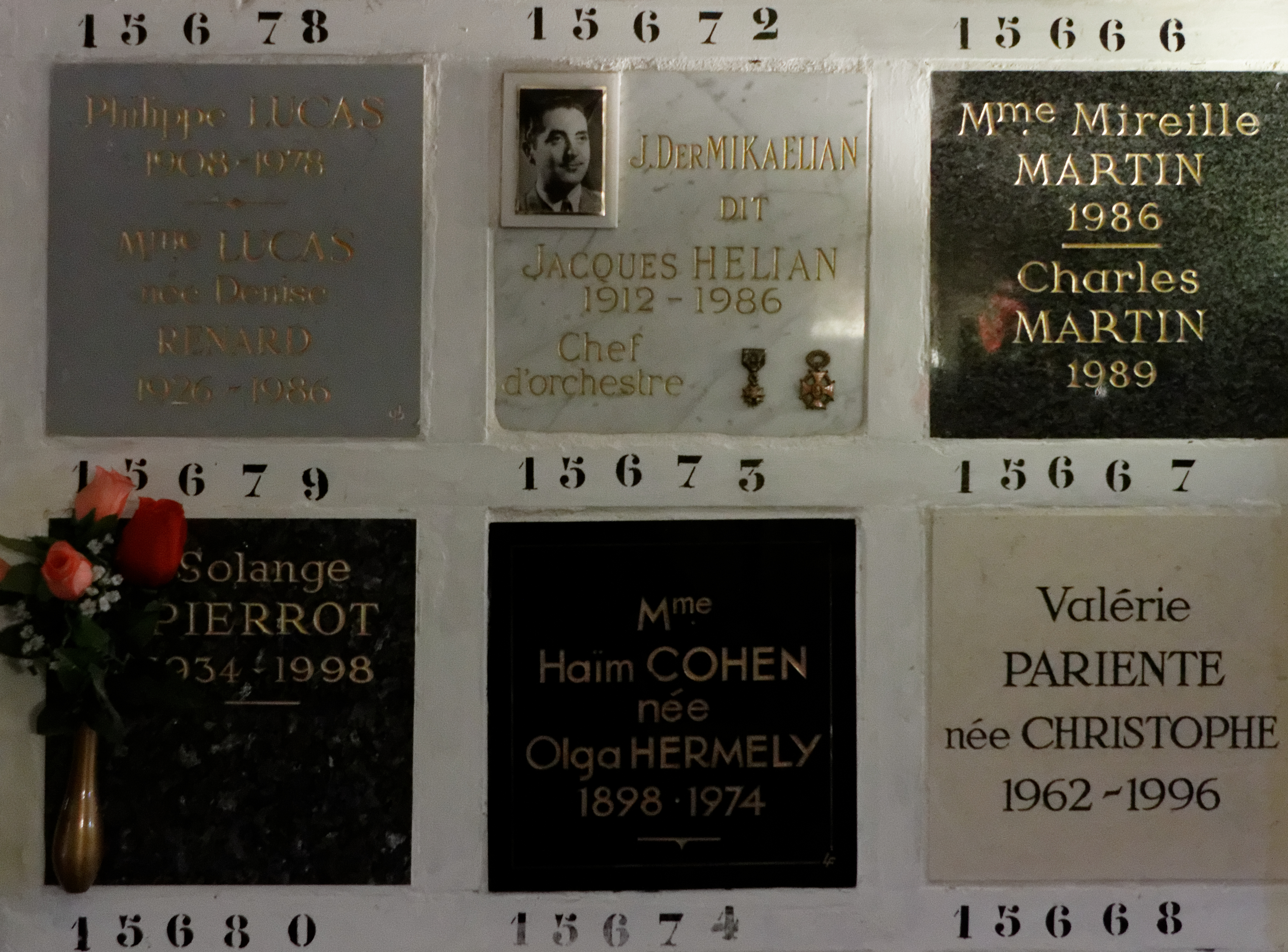

ژاک میکائل تر-میکائلیان (فرانسوی: Jacques Mikaël Der Mikaëlian‎) شناخته شده با نام ژاک الیان (فرانسوی: Jacques Hélian‎; ۷ ژوئن ۱۹۱۲ – ۲۹ ژوئن ۱۹۸۶) رهبر (موسیقی)، و آهنگساز فرانسوی ارمنی‌تبار بود.

## زندگی‌نامه
در سال ۱۹۳۹ برای خدمت سربازی فرخوانده شد وی زندانی جنگی شد و دلایل آزادی وی در مارس ۱۹۴۳ وضعیت سلامتیش بود. بین سال‌های ۱۹۴۵ و ۱۹۴۹ ژاک الیان بیش از ۷۰ ترانه برای کلمبیا رکوردز ضبط نمود. او در ۲۹ ژوئن ۱۹۸۶ در سن ۷۴ سالگی در پاریس درگذشت.